# Gewone slobkousbij
De gewone slobkousbij (Macropis europaea) is een vliesvleugelig insect uit de familie Melittidae. De wetenschappelijke naam van de soort is voor het eerst geldig gepubliceerd in 1973 door Warncke.